# Future Breeds
Future Breeds és el quart àlbum de Hot Hot Heat amb estudi de música gran, va ser lliurat el 8 de juny del 2010 sota Dine Alone Records. És el nou àlbum amb el nou baixista Parker Bossley, de Fake Shark – Real Zombie!

## Rerefons
L'11 de novembre de 2009, el photoblog de Vancouver theFuturists llançà dos vídeos de música del nou àlbum compilat d'un directe i un material de la banda produït durant els 7 últims mesos del 2009.
L'àlbum es va filtrar a la Internet el 29 de maig.
Tres pistes de l'àlbum, "JFK's LSD", "Future Breeds", i "Goddess on the Prairie" foren publicades en la web de Spin Magazinee. A més, "Goddess on the Prairie" va ser una de les cançons disponibles en un paquet de música per ser de forma opcional inclòs amb el Winamp 5.58.

## Llista de pistes
1. "YVR" – 2:11
2. "21@12" – 3:40
3. "Times a Thousand" – 3:16
4. "Implosionatic" – 2:31
5. "Goddess on the Prairie" – 3:17
6. "Zero Results" – 3:33
7. "Future Breeds" – 4:21
8. "JFK's LSD" – 3:37
9. "Jedidiah" – 2:42
10. "Buzinezz az Uzual" – 4:14
11. "What Is Rational?" – 3:08
12. "Nobody's Accusing You (Of Having A Good Time)" – 4:01
13. "No Applause Allowed" (bonus track)